# Erbajolo
 Erbajolo  là một xã ở tỉnh Haute-Corse trên đảo Corse, Pháp. Xã này có diện tích 15,45 km², dân số năm 1999 là 96 người. Khu vực này có độ cao trung bình 750 mét trên mực nước biển.